# Андроновські (герб)
Андроновські (Сирокомля XV, пол. Andronowski, Syrokomla XV) — польський шляхетський герб, різновид герба Сирокомля.

## Опис герба
Опис згідно з класичними правилами блазонування: У червоному полі на срібній лекавиці стріла вгору з звома перекладинами. Клейнод: три пера страуса. Намет червоний, підбитий сріблом.

## Найбільш ранні згадки
1619 рік.

## Роди
Андроновські (Andronowski), Панриловичі (Panryłowicz), Чеховичі (Czechowicz), Чеховичі-Андроновські (Czechowicz-Andronowski).